# Compagnie des chemins de fer de la Ligne d’Italie
De Compagnie des chemins de fer de la Ligne d’Italie (LI) (afgekort: Ligne d’Italie) was een Zwitserse spoorwegonderneming uit de periode van 1859 tot 1874.
De LI was met de bouw van spoortrajecten in westelijk Zwitserland belast.

## Geschiedenis

### Compagnie des chemins de fer de la Ligne d’Italie
De Compagnie des chemins de fer de la Ligne d’Italie (LI) bestond in de periode 1856-1867.
In deze periode werd het eerste traject van Bouveret naar Martigny werd op 14 juli 1859 geopend en het traject van Martigny naar Sion werd op 14 mei 1860 geopend.

### Nouvelle Compagnie anonyme de la Ligne internationale d’Italie per le Semplon
De Nouvelle Compágnie anonyme de la Ligne internationale d’Italie per le Semplon bestond in de periode 1867-1874.
In deze periode werd het traject van Sion naar Siere werd op 15 oktober 1868 geopend.
Op 1 juli 1874 werd de Nouvelle Compágnie anonyme de la Ligne internationale d’Italie par le Semplon overgenomen door de Chemins de fer de la Suisse Occidentale (SO).